# Vallabrègues
Vallabrègues är en kommun i departementet Gard i regionen Occitanien i södra Frankrike. Kommunen ligger i kantonen Beaucaire som tillhör arrondissementet Nîmes. År 2022 hade Vallabrègues 1 376 invånare.

## Befolkningsutveckling
Antalet invånare i kommunen Vallabrègues
Referens:INSEE